# Protohermes subnubilus
Protohermes subnubilus är en insektsart som beskrevs av Douglas E. Kimmins 1949. Protohermes subnubilus ingår i släktet Protohermes och familjen Corydalidae. Inga underarter finns listade i Catalogue of Life.